# Требеж (Брежице)
Требеж (словен. Trebež) је насељено место у општини Брежице, Посавска регија, Словенија.

## Историја
До територијалне реорганизације у Словенији био је у саставу старе општине Брежице.

## Становништво
У попису становништва из 2011. године, Требеж је имао 277 становника.
| Број становника према пописима | Број становника према пописима | Број становника према пописима |
| ------------------------------ | ------------------------------ | ------------------------------ |
| 1991                           | 2002                           | 2011                           |
| 276                            | 283                            | 277                            |